# Ostra Góra (Bilsko)
Ostra Góra (dawn. Ostra Górna i Dolna) – część wsi Bilsko w Polsce położona w województwie małopolskim, w powiecie nowosądeckim, w gminie Łososina Dolna.
W latach 1975–1998 miejscowość administracyjnie należała do województwa nowosądeckiego.